# Бове (футбольний клуб)
Спортивна асоціація Бове Уаз (фр. Association Sportive Beauvais Oise; фр. вимова: [a.so.sja.sjɔ̃ spɔrtɪv bovɛ waz]), або просто Бове — французький футбольний клуб з однойменного міста. Клуб був сформований у 1945 році.

## Історія клубу
«Бове Уаз» була заснована в 1945 році під назвою «Бове-Марріссель» в результаті злиття між місцевими клубами. З 1986 до 2003 року, клуб виступав у Лізі 2, яка є другим по силі французьким дивізіоном.
У 1989 назва клубу була змінена на теперішню.
У 2004 році клуб вилетів з Насьоналя, який є третім по силі дивізіоном Франції, після чого втратила свій статус професіонального клубу.

## Досягнення
- Насьональ

- Переможець (1): 2000

- Насьональ 2

- Переможець (1): 2006